# Pimpinella thomasii
Pimpinella thomasii är en flockblommig växtart som först beskrevs av Michele Tenore, och fick sitt nu gällande namn av Minosuke Hiroe. Pimpinella thomasii ingår i släktet bockrötter, och familjen flockblommiga växter. Inga underarter finns listade i Catalogue of Life.